# 野上村 (栃木県)
野上村（のがみむら）は、栃木県の南西部、安蘇郡に属していた村である。

## 地理
- 河川 - 旗川

## 歴史
- 1889年（明治22年）4月1日 町村制施行により、長谷場村、御神楽村、白岩村、作原村が合併し安蘇郡野上村が成立する。
- 1954年（昭和29年）3月31日 （旧）田沼町、三好村と合併し田沼町となる。
- 2005年（平成17年）2月28日 田沼町が（旧）佐野市、葛生町と合併し佐野市となる。